# Дворец Мозигкау
Дворец Мо́зигкау (нем. Schloss Mosigkau) — дворец в Саксонии-Анхальт, в районе Мозигкау города Дессау. Построен в 1752—1757 годах в качестве летней резиденции ангальтской принцессы Анны Вильгельмины Ангальт-Дессауской. Считается одним из немногих в Средней Германии полностью сохранившихся архитектурных ансамблей в стиле рококо. Дворец Мозигкау внесён в список объектов Всемирного наследия ЮНЕСКО в составе Паркового королевства Дессау-Вёрлиц. В размещающемся во дворце музее и прилегающей оранжерее регулярно проводятся специализированные выставки и концерты.
В 1742—1743 годах князь Леопольд I Ангальт-Дессауский подарил своей любимой дочери, незамужней принцессе Анне Вильгельмине большой земельный участок с двумя поместьями и назначил достойную сумму апанажа, что позволило принцессе потратить существенные средства на строительство великолепного дворца с садом.
Первые эскизы к проекту дворца были подготовлены, как предполагается, архитектором Сан-Суси Георгом Венцеслаусом фон Кнобельсдорфом. По поручению Анны Вильгельмины строительством заведовал придворный архитектор Дессау Кристиан Фридрих Дамм.
После смерти принцессы в 1780 году по её завещанию во дворце был организован монастырь для незамужних дворянок, функционировавший до 1945 года. С 1951 года во дворце размещается музей жилищной культуры эпохи рококо. 17 помещений доступны для осмотра в отчасти сохранившемся историческом оформлении.